# Pollenia parviostia
Pollenia parviostia este o specie de muște din genul Pollenia, familia Calliphoridae, descrisă de Feng în anul 1999. Conform Catalogue of Life specia Pollenia parviostia nu are subspecii cunoscute.